# San Jerónimo (Baja Verapaz)
San Jerónimo (en honor a su santo patrono, Jerónimo de Estridón) es un municipio del departamento de Baja Verapaz en la República de Guatemala. Está ubicado en el centro norte del país.
Durante la época colonial se fundó un convento de San Jerónimo alrededor 1550 y la primera plantación de azúcar en América Central fue establecida allí en 1601 por Rafael Luján.  Originalmente el área del convento servía sólo para ganado cuando lo recibieron en donación en 1579.  La hacienda ya producía 3,125 arrobas de azúcar en 1769 y entre 2,800 y 4,400 arrobas en los primeros años del siglo xix, siendo el principal productor del Reino Español en América Central de azúcar, cochinilla, uvas, vino y licor de marihuana. La hacienda contaba con un excelente suministro de agua y el convento de los frailes, de sólida construcción, tenía una iglesia contigua y un extenso sistema de túneles y acueductos de irrigación.
Después de la Independencia de Centroamérica y la expulsión de los frailes dominicos en 1829, la Hacienda fue otorgada en concesión a un ciudadano británico pero cuando ya no se tuvo la disciplina de los monjes, el trabajo de los indígenas y pobladores negros de la región ya no fue tan productivo.

## Toponimia
El municipio lleva el nombre de la antigua «Hacienda San Jerónimo», la cual estuvo a cargo de los frailes dominicos durante la época colonial.

## Geografía física
Tiene una extensión territorial de 475 km² y se encuentra en el este del departamento de Baja Verapaz. Se encuentra en el Valle de San Jerónimo, en parte de su topografía es quebrado.

### Clima
La cabecera municipal de San Jerónimo tiene clima tropical (Clasificación de Köppen: Aw).
| Parámetros climáticos promedio de San Jerónimo | Parámetros climáticos promedio de San Jerónimo | Parámetros climáticos promedio de San Jerónimo | Parámetros climáticos promedio de San Jerónimo | Parámetros climáticos promedio de San Jerónimo | Parámetros climáticos promedio de San Jerónimo | Parámetros climáticos promedio de San Jerónimo | Parámetros climáticos promedio de San Jerónimo | Parámetros climáticos promedio de San Jerónimo | Parámetros climáticos promedio de San Jerónimo | Parámetros climáticos promedio de San Jerónimo | Parámetros climáticos promedio de San Jerónimo | Parámetros climáticos promedio de San Jerónimo | Parámetros climáticos promedio de San Jerónimo |
| Mes                                            | Ene.                                           | Feb.                                           | Mar.                                           | Abr.                                           | May.                                           | Jun.                                           | Jul.                                           | Ago.                                           | Sep.                                           | Oct.                                           | Nov.                                           | Dic.                                           | Anual                                          |
| ---------------------------------------------- | ---------------------------------------------- | ---------------------------------------------- | ---------------------------------------------- | ---------------------------------------------- | ---------------------------------------------- | ---------------------------------------------- | ---------------------------------------------- | ---------------------------------------------- | ---------------------------------------------- | ---------------------------------------------- | ---------------------------------------------- | ---------------------------------------------- | ---------------------------------------------- |
| Temp. máx. media (°C)                          | 25.8                                           | 27.1                                           | 28.7                                           | 30.1                                           | 29.6                                           | 28.0                                           | 27.4                                           | 27.8                                           | 27.5                                           | 27.0                                           | 26.2                                           | 26.1                                           | 27.6                                           |
| Temp. media (°C)                               | 19.5                                           | 20.4                                           | 21.9                                           | 23.6                                           | 23.7                                           | 23.2                                           | 22.7                                           | 22.8                                           | 22.5                                           | 22.0                                           | 20.7                                           | 19.9                                           | 21.9                                           |
| Temp. mín. media (°C)                          | 13.2                                           | 13.8                                           | 15.2                                           | 17.1                                           | 17.9                                           | 18.5                                           | 18.0                                           | 17.8                                           | 17.6                                           | 17.1                                           | 15.2                                           | 13.8                                           | 16.3                                           |
| Precipitación total (mm)                       | 14                                             | 11                                             | 14                                             | 29                                             | 81                                             | 225                                            | 173                                            | 133                                            | 217                                            | 111                                            | 38                                             | 17                                             | 1063                                           |
| Fuente: Climate-Data.org                       |                                                |                                                |                                                |                                                |                                                |                                                |                                                |                                                |                                                |                                                |                                                |                                                |                                                |

### Ubicación geográfica
San Jerónimo está en el departamento de Baja Verapaz y colinda con la cabecera municipal, Salamá y con el municipio de Morazán, en del departamento de El Progreso:
| Noroeste: Salamá | Norte: Salamá |               |
| Oeste: Salamá    |               | Este: Morazán |
| Suroeste: Salamá | Sur: Morazán  |               |

## Gobierno municipal
Los municipios se encuentran regulados en diversas leyes de la República, que establecen su forma de organización, lo relativo a la conformación de sus órganos administrativos y los tributos destinados para los mismos.  Aunque se trata de entidades autónomas, se encuentran sujetos a la legislación nacional y las principales leyes que los rigen desde 1985 son:
| N.º | Ley                                                | Descripción |
| --- | -------------------------------------------------- | --- |
| 1   | Constitución Política de la República de Guatemala | Tiene una regulación legal específica para los municipios en los artículos 253 al 262. |
| 2   | Ley Electoral y de Partidos Políticos              | Ley de carácter constitucional aplicable a los municipios en el tema de la conformación de sus autoridades electas. |
| 3   | Código Municipal                                   | Decreto 12-2002 del Congreso de la República de Guatemala. Tiene la categoría de ley ordinaria y contiene preceptos generales aplicables a todos los municipios, e inclusive contiene legislación referente a la creación de los municipios.             |
| 4   | Ley de Servicio Municipal                          | Decreto 1-87 del Congreso de la República de Guatemala. Regula las relaciones entra la municipalidad y los servidores públicos en materia laboral. Tiene su base constitucional en el artículo 262 de la constitución que ordena la emisión de la misma. |
| 5   | Ley General de Descentralización                   | Decreto 14-2002 del Congreso de la República de Guatemala. Regula el deber constitucional del Estado, y por ende del municipio, de promover y aplicar la descentralización y desconcentración económica y administrativa.                                |

El gobierno de los municipios está a cargo de un Concejo Municipal mientras que el código municipal —ley ordinaria que contiene disposiciones que se aplican a todos los municipios— establece que «el concejo municipal es el órgano colegiado superior de deliberación y de decisión de los asuntos municipales […] y tiene su sede en la circunscripción de la cabecera municipal»; el artículo 33 del mencionado código establece que «[le] corresponde con exclusividad al concejo municipal el ejercicio del gobierno del municipio».
El concejo municipal se integra con el alcalde, los síndicos y concejales, electos directamente por sufragio universal y secreto para un período de cuatro años, pudiendo ser reelectos.
Existen también las Alcaldías Auxiliares, los Comités Comunitarios de Desarrollo (COCODE), el Comité Municipal del Desarrollo (COMUDE), las asociaciones culturales y las comisiones de trabajo. Los alcaldes auxiliares son elegidos por las comunidades de acuerdo a sus principios y tradiciones, y se reúnen con el alcalde municipal el primer domingo de cada mes, mientras que los Comités Comunitarios de Desarrollo y el Comité Municipal de Desarrollo organizan y facilitan la participación de las comunidades priorizando necesidades y problemas.

## Historia
Después de la conquista de las Verapaces por los españoles, la Hacienda de San Jerónimo se creó en el cuidado de los frailes de la Orden de Predicadores.  Originalmente, los dominicos Luis de Cáncer, O.P., Bartolomé de las Casas,O.P., Luis de Ladrada, O.P. y Pedro Angulo, O.P. llegaron al Valle de San Jerónimo como parte de las Capitulaciones de Tezulutlán.  Fray Luis de Cáncer, O.P. ordenó la construcción de la Iglesia en el año 1537 y en octubre del mismo año, llevó la noticia a la capital del Reino de Guatemala.

### Hacienda San Jerónimo

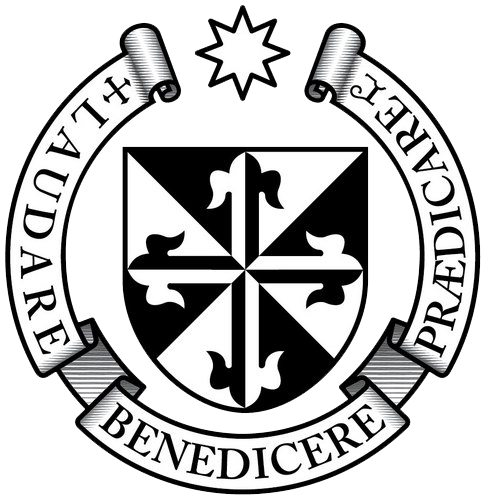
Escudo de la Orden de Predicadores. Los dominicos fundaron Salamá y establecieron un convento en el área en la década de 1550.

El convento de San Jerónimo fue fundado entre los años 1540 y 1550 en el siglo xvi y la primera plantación de azúcar en América Central fue fundada en San Jerónimo en 1601 por Rafael Luján.  Originalmente el área del convento servía sólo para ganado cuando lo recibieron en donación en 1579, pero los dominicos la utilizaron para cultivar caña de azúcar; un ingenio azucarero requería una inversión inicial mucho mayor que un obraje de añil o una estancia ganadera por lo que solamente las órdenes regulares podían invertir en ellos.
La hacienda ya producía 3,125 arrobas de azúcar en 1769 y entre 2,800 y 4,400 arrobas en los primeros años del siglo xix La hacienda ofrecía un beneficio neto de 5,555 pesos en 1776 y más de 6,500 en 1805, debido a las fluctuaciones del mercado del azúcar. Los dominicos invirtieron considerablemente en mobiliario, pues disponían de un ingenio, hornos y calderas y las obras en repartimiento de agua, que estaban valoradas en más de 8,000 pesos. En 1769, la hacienda albergaba más de cinco mil cabezas de ganado, en una extensión —sin sus estancias de cría de ganado— de ciento sesenta y ocho caballerías pero en total las tierras útiles de la hacienda se calculan en 900 caballerías, 70 de riego a 200 pesos y las 830 a 100 pesos. La hacienda contaba con un excelente suministro de agua y el convento de los frailes, de sólida construcción, tenía una iglesia contigua y un extenso sistema de túneles y acueductos de irrigación. Tanto la ubicación como el clima eran ideales para la plantación de viñedos; la gramilla seca y delgada y la arcilla rajada, tan características del suelo del valle de Salamá, desaparecieron gracias al ingenioso sistema de irrigación que construyeron los frailes, quienes perfeccionaron la producción de vino en su doctrina. Los dominicos además contaban con las haciendas de Payaque y Llano Grande, que pertenecían al mismo convento y con las que el ingenio surtía de carne y maíz; por otra parte, tenían la hacienda de San Nicolás, con más de mil cabezas de ganando, perteneciente al convento de Cobán.
Ahora bien, debido a las dimensiones de la hacienda, los dominicos entraron en conflicto con los indígenas de los pueblos vecinos, pues estos veían como sus propiedades quedaban cercadas por la finca de los religiosos, a veces sin respetar la legua cuadrada que por ley les correspondía de colindancia. En cuanto a la mano de obra, los frailes tenían numerosos esclavos negros e indígenas de repartimiento trabajando para ellos; de hecho, junto con las otras órdenes regulares abogaron para que la institución del repartimiento forzoso de indígenas no se aboliera a mediados del siglo xviii.

### Tras la Independencia de Centroamérica
En la constitución del Estado de Guatemala que se promulgó en 1825, se menciona que San Jerónimo era parte del Circuito de Salamá para la impartición de justicia, en el distrito N.º 5 de Verapaz; junto a San Jerónimo pertenecían a ese circuito Salamá, Rincón Grande, Llano Grande, Las Cañas y todas las haciendas y labores que había desde el río Grande, «una línea que se suponía tirada al sur desde San Jerónimo hasta el mismo río Grande y el camino que va desde Guatemala hasta Salamá», San Miguel Chicaj, Pansuj y San Nicolás.
Ahora bien, tras la independencia de Centroamérica en 1821, los criollos liberales quisieron eliminar el poder del clero regular y de los conservadores guatemaltecos; así, en 1829, tras el derrocamiento del gobernador conservador Mariano de Aycinena y Piñol y la derrota del Clan Aycinena, tanto los conservadores como las órdenes regulares de la Iglesia Católica —entre ellas la Orden de Predicadores— fueron expulsados de Centroamérica. En Salamá tuvieron que abandonar su monasterio, su iglesia y sus viñedos.
Tras la expulsión de la orden, un reporte del nuevo gobierno liberal indicó que la propiedad era una de las más productivas de Guatemala -gracias al trabajo servil de esclavos negros y a las inversiones en herramientas agrícolas- pero que resultaba difícil encontrar alguien capaz de dar diez mil pesos para su arrendamiento.

### Asentamiento británico
A principios de la década de 1830, desde la cumbre de las montañas al sur se observaba la planicie seca del valle de Salamá, con sus casas de paredes blancas. El camino de acceso estaba en buenas condiciones, aunque el descenso desde la cumbre hasta el riachuelo que pasa a la orilla del valle era largo y penoso.  Las orillas del riachuelo estaban cubiertas de arbustos y árboles, lo que invitaba a los viajeros a descansar a la sombra antes de continuar el camino bajo el sol.  Salamá, era un pueblecito muy pintoresco por el que pasaba un riachuelo cristalino y un parque central con palmeras en medio del valle.  Cerca del pueblo se encontraba el antiguo convento, que era considerado entonces como la propiedad más grande y valiosa del país, y que fue vendido en 1829 a Marshall Bennett, quien era el agente comercial de Francisco Morazán en el negocio de caoba en el norte de la región. Bennett la bautizó como Hacienda de San Jerónimo, y pronto estuvo rodeada de plantaciones de caña de azúcar y de café, las que se mantenían gracias al remozamiento del antiguo sistema de irrigación; Bennett sustituyó los viñedos de los frailes por aún más plantaciones de caña de azúcar y el vino fue sustituido por el "Puro de San Gerónimo" un aguardiente que se hizo famoso en toda la República.
Los pobladores indígenas y negros de Salamá estaban acostumbrados a trabajar con la disciplina monástica; Bennett aprovechó esto y sus primeros años fueron muy beneficiosos. Pero luego surgieron disputas entre sus herederos, y litigios; además ya sin la disciplina de los frailes, las relaciones entre el pueblo y los propietarios de la hacienda se fueron tornando cada vez más tensas.

### Crisis de la Hacienda de San Jerónimo

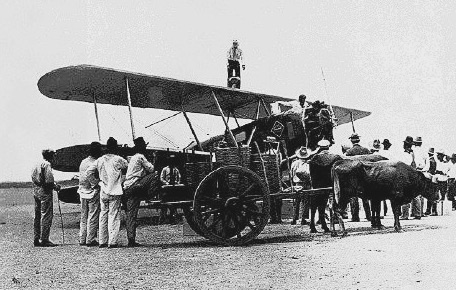
Avión repostando combustible en el campo de aviación de San Jerónimo en 1928. Dicho aeropuerto servía a la región de Baja Verapaz.

Pero hacia 1890, la crisis se agravó: indígenas y mestizos habían invadido las regiones más alejadas de la hacienda y habían estado robando madera y cultivos, quemado algunos campos, dañando el sistema de riego y mutilando ganado. Finalmente, una turba enardecida incendió el ingeniero azucarero y atacó al capataz de la hacienda. Cuando la situación llegó a este punto, los propietarios pusieron el caso en manos del embajador inglés, quien después de negociar con el gobierno liberal -que sabía que sus propios oficiales habían apoyado y promovido el ataque- se acordó expulsar a los invasores e indemnizar a los propietarios con catorce mil pesos guatemaltecos. Además, se acordó comprar una porción de la hacienda para que se establecieran algunos pobladores y ceder la iglesia de la hacienda al nuevo poblado.
Todo esto después del despojo de las tierras y masacres del pueblo indígena el cuál persiste hasta la fecha.

## Sitios turísticos
El lugar turístico más importante y visitado es el Museo el Trapiche que tiene una exposición de los acontecimientos que sucedieron en el municipio de San Jerónimo. También existen sitios arqueológicos precolombinos en:
- El Portón
- Laguna
- Los Mangales
- Matanzas
- Pueblo Viejo
- Sibabaj
- Xubalbal
- Zacualpa
- Balneario La Presa